# 20052 Kellman
20052 Kellman è un asteroide della fascia principale. Scoperto nel 1993, presenta un'orbita caratterizzata da un semiasse maggiore pari a 2,735396 UA e da un'eccentricità di 0,078709, inclinata di 6,044575° rispetto all'eclittica. Ha un diametro di 4,652 km. Ha un periodo di rotazione di 6,483 ore.